# Гледичия трёхколючковая
Гледи́чия трёхколю́чковая, или Гледичия обыкнове́нная (лат. Gleditsia triacanthos) — вид деревьев из рода Гледичия (Gleditsia) семейства Бобовые (Fabaceae).

## Ботаническое описание
Мощное дерево высотой до 20—40 м, с красивой, ажурной, раскидистой, широко цилиндрической, закруглённой наверху кроной. Ствол диаметром до 75 см, тёмно-бурый, с морщинистой, позднее растрескивающейся корой. Доживает до 300 лет.
Корневая система мощная, сильно разветвлённая. Кроме глубинных корней, гледичия имеет мощные поверхностные корни, далеко расходящиеся в стороны.
Почки очередные, мелкие, красно-бурые, блестящие. Листовой рубец с тремя следами сосудо-волокнистых пучков и почти охватывает почку. Побеги коленчатые, под почками утолщённые, красно-бурые, гладкие, блестящие, с красноватыми продольными чечевичками, изредка имеют трёхраздельные колючки. Ветви слегка плоские, серые или буро-зелёные, с колючками, расположенными над почками. Колючки длинные, простые или трижды-разветвлённые, красновато-коричневые, глянцевые, острые, сплюснутые по крайней мере у основания, до 20—30 см длиной, по другим данным до 6—10(15) см. Побеги и ветви ломкие. Сердцевина зазубренная.
Листья очередные, почти сидячие, длиной 14—20 см и более, парноперистые с 8—15(17) парами листочков или дважды-парноперистые с 8—14 парами ветвей на главном желобчатом и опушённом листовом стержне, на укороченных побегах, собраны пучками. Листочки в первом случае длиной 4,5—5 см, по другим данным до 3,5 см, по третьим — до 3(4) см; во втором — мельче, до 2 см, по другим данным 0,8—1,5 см; тёмно-зелёные, блестящие, эллипсоидные или ланцетные, к верхушке суженные, по краям цельнокрайные или неясно городчатые, снизу по жилкам слегка опушённые. Распускаются в апреле.
Цветки невзрачные, зеленоватые, опушённые, душистые, в густых пазушных узкоцилиндрических кистях длиной до 8 см, по другим данным 5—7 см длиной, однополые, изредка двуполые. Иногда на одном дереве имеются только цветки одного пола. Чашечка с 3—5 узкими лопастями; венчик с 3—5 более крупными свободными, почти одинаковыми лепестками. Чашелистики и лепестки опушённые. Тычинки в числе 6—10, свободные. Тычиночные нити опушённые; пыльники зелёные. Пестик с верхней, слегка изогнутой, сидячей, мохнатой завязью, коротким столбиком и широким грибовидным рыльцем. Цветёт в мае — июле. В условиях Ростовской области сумма эффективных температур для начала цветения 470,4±3,6 °С, а для окончания 639,4±6,0 °С.
Плоды — удлинённо-ланцетовидные, кожистые бобы, повислые, обычно изогнутые и несколько спирально скрученные, длиной до 20—40(50) см и шириной 3 см, плоские, красновато-коричневые, блестящие, с сочной, сладкой мякотью, многосемянные.
|                                                        |  |  |
| Слева направо: лист сверху, лист снизу, колючки и кора |  |  |

Семена удлинённо-эллиптические, линзовидные, сплюснутые, коричневые или желтоватые, с тусклым блеском, длиной (10)12—15 мм и 7 мм толщиной, с очень твёрдой кожурой, сидят в гнёздах среди мякоти плода. Плодоносит в октябре — ноябре. Плоды остаются на дереве до середины зимы. Вес 1000 семян 238—263 г, по другим данным — 150—205 г. Всхожесть семян 80—95 %. Перед посевом их необходимо ошпаривать кипятком для размягчения оболочки.
Семядоли толстые, эллиптические, сидячие, длиной 25 мм. Первые листочки парно-перистосложные, из 7—10 пар листочков.
Быстрорастущее, засухоустойчивое и декоративное дерево. В возрасте двух лет достигает высоты 1—1,5 м; в возрасте 50 лет — 14 м высоты и 14 см в диаметре. Наибольший прирост наблюдается в 5—10-летнем возрасте (60—70 см в год). К почвенным условиям неприхотливо, хорошо растёт даже на засолённых почвах. Хорошо переносит длительное сплошное задернение почвы, но сильное задернение вызывает замедление роста. Ветроустойчиво. Хорошо переносит уплотнённость почвы, запылённость и задымлённость воздуха. Теплолюбиво. Молодые растения повреждаются морозом даже на юге Украины, но взрослые растения из-за быстрого одревеснения побегов устойчивы к морозам.
Размножается семенами, корневыми отпрысками, прививкой (садовые формы), летними черенками.
При рубке образует обильную пнёвую поросль.
Выведены плакучая, пирамидальная и низкорослая формы гледичии.

## Распространение и экология

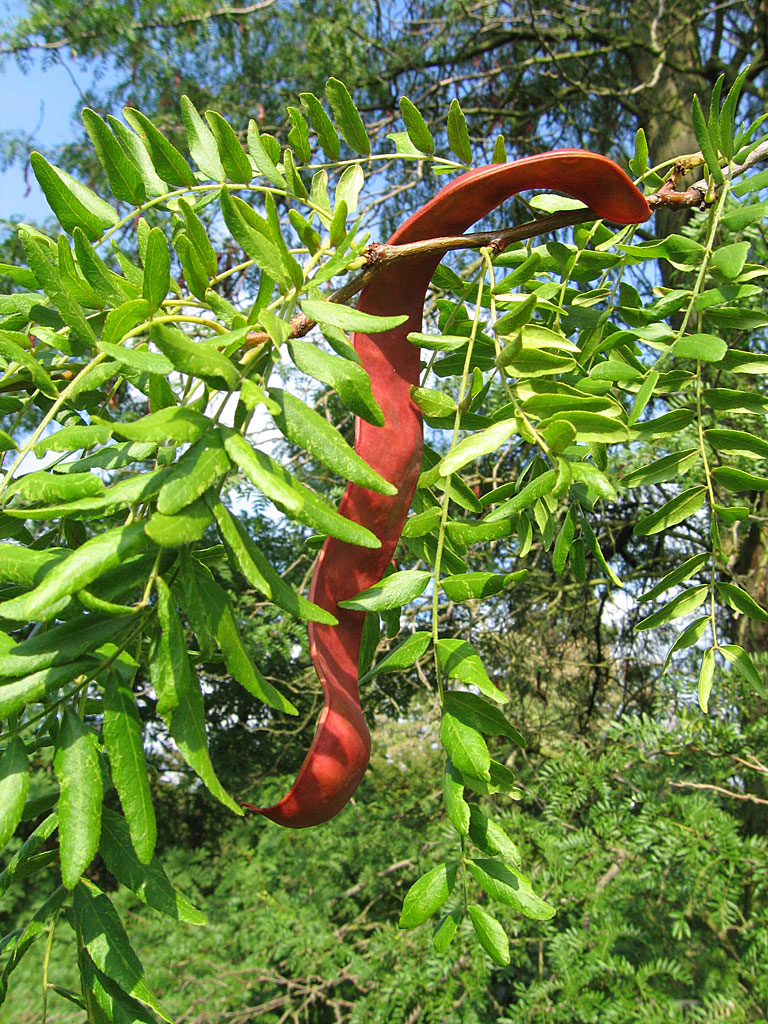
Плод

Родиной является центральная часть восточной половины Северной Америки, от запада Нью-Йорка и Пенсильвании до южной Миннесоты (43° северной широты) и восточного Канзаса на юг до северо-восточного Техаса и северной Джорджии. Растёт в лесах.
В молодом возрасте может подвергаться нападению зайцев, но почти не страдает от насекомых и поражается только акациевой ложнощитовкой. Поражение нектрией вызывает усыхание ветвей и молодых стволиков у гледичии. В местах повреждений стволов у комля деревья заражаются дубовой дедалеей. В старых гледичиевых насаждениях напенную гниль вызывает серно-жёлтый трутовик. Ряд грибов поражает гледичию в местах ожогов коры. Однако случаи грибных заболеваний у гледичии встречаются редко.

## Химический состав
Молодые листья содержат до 1 % алкалоида триакантина, 100—400 мг% витамина C.
В состав цветков входит энантовый эфир, обусловливающий их запах:188.
В цветках также содержится 0,3 % алкалоидов. В остальных органах содержание алкалоидов незначительно. В листьях и плодах содержится аскорбиновая кислота в пределах от 100 до 400 мг%.
В бобах найдены гликозид эпикатехин, сапонины, флавоновые соединения — акраммерин, олмелин, фустин, физетин. Створки бобов содержат 2,6 % антрагликозидов, 3,1 % дубильных веществ и следы витамина K. В мясистых стенках бобов содержится до 29 % сахара и 278 мг% витамина C. В семенах — углевод манногалактан, дающий при гидролизе галактозу и маннозу; слизь из порошка эндоспермы, составляющую 25—39 % веса семян.
Плоды в абсолютно сухом состоянии содержат 3,5 % золы, 14,2 % протеина, 12,4 жира, 18,3 клетчатки и 51,6 % БЭВ.
Укол иголками вызывает продолжительное и болезненное воспаление повреждённого участка кожи.

## Значение и применение

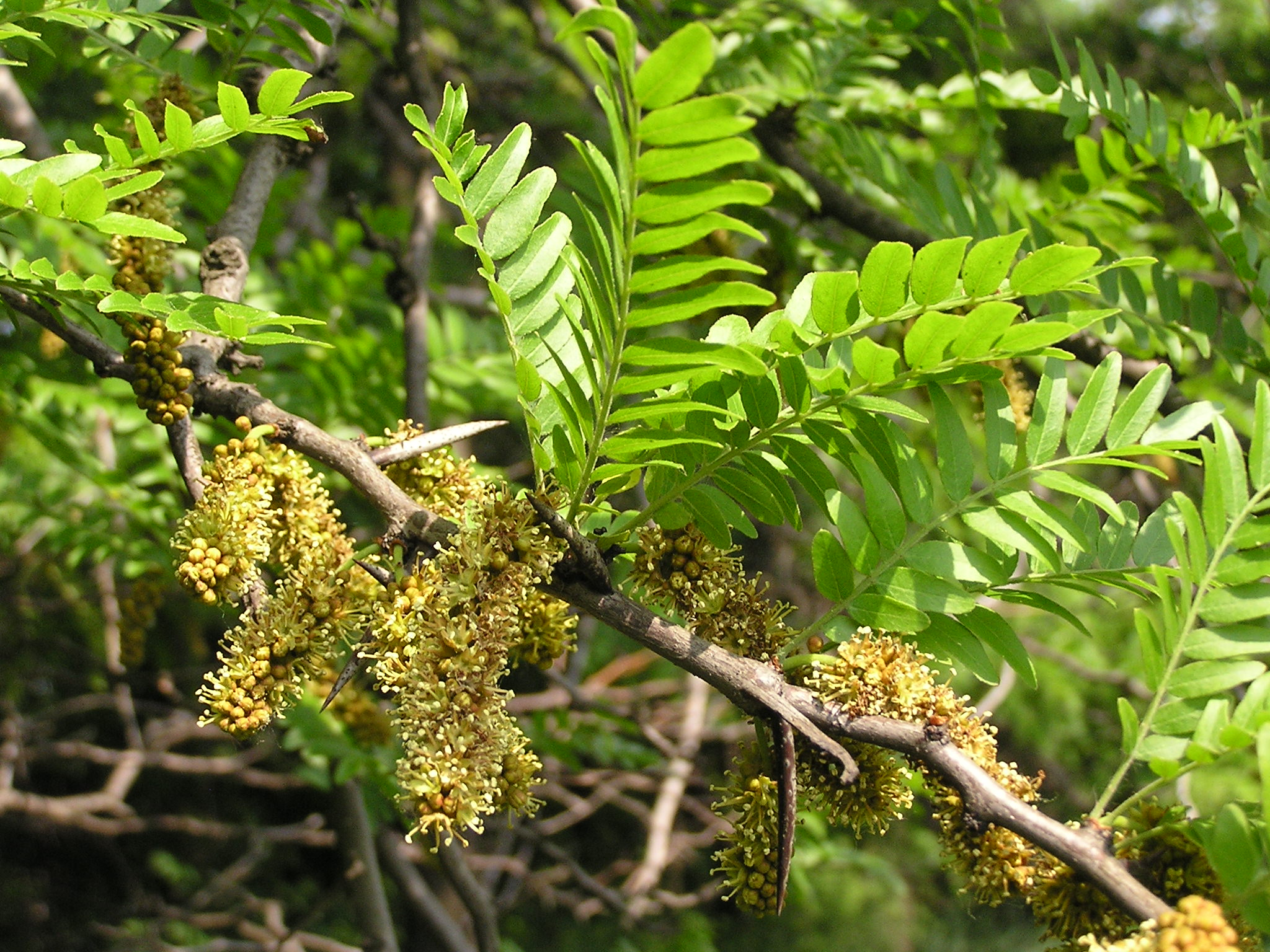
Соцветия

В середине XX века получила широкое распространение на Юге европейской части СССР, в связи с проведением агролесомелиоративных работ по борьбе с засухой и созданием лесозащитных полос. Существуют бесколючковые формы. Используется также для укрепления берегов рек и оврагов, в живых изгородях.

### Культурные насаждения
Культивируется в садах и парках как декоративное растение на юге России, на Кавказе, в Средней Азии. Распространена в культуре на 5 из 6 материков земного шара. Была введена в культуру в Европе в первой половине XVII века, . Впервые появилась в 1637—1654 годах в саду Д. Традесканта под Лондоном, в Российской империи — с начала XIX века.

### Древесина

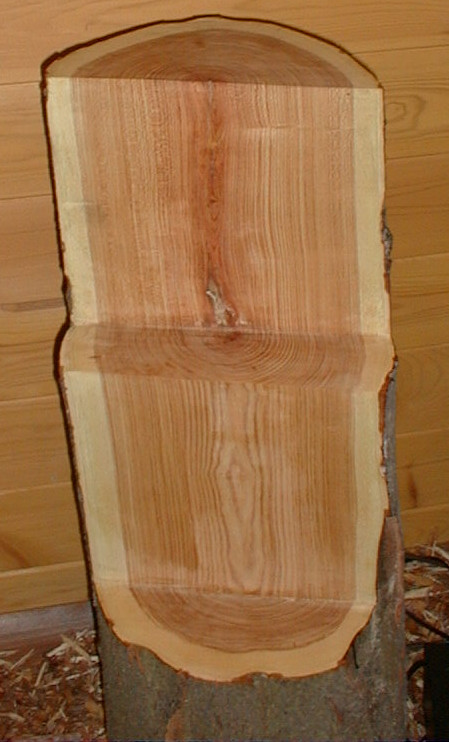
Срез ствола

Древесина по физико-механическим свойствам близка к древесине дуба и относится к древесине твёрдых пород. Заболонь широкая, желтоватая, ядро от светло-красного до красновато-коричневого цвета. Цвет сухой ядровой породы — вишнёво-красный. Древесина тяжёлая и прочная, пригодна для изготовления шпал и столбов. Объёмный вес — 0,75—0,83 г/см³, по другим данным, при 12-процентной влажности — 0,66—0,68 г/см³. Она находит применение в столярном деле и в изготовлении различного хозяйственного инвентаря. Для строительства древесина гледичии непригодна, так как сильно поражается древоточцами и усачами. В подземных сооружениях она служит долго, но при устранении заболони. Текстура древесины красивая, гледичия перспективна для изготовления фанеры и мебели. Дрова по тепловым свойствам несколько уступают дровам из древесины других твёрдых пород.

### Использование в медицине
В медицине используется входящий в состав листьев алкалоид триакантин. Триакантин обладает спазмолитическим действием на органы с гладкой мускулатурой, расширяет сосуды, снижает артериальное давление, стимулирует дыхание. Он применяется также при лечении заболеваний системы пищеварения (спастические колиты, язвенная болезнь желудка и двенадцатиперстной кишки), а также в период обострения хронического холецистита. Период, когда в листьях содержится триакантин, очень непродолжителен. Сбор листьев производят ранней весной, в период их распускания.
Антрагликозиды, содержащиеся в околоплодниках гледичии, обладают слабительным действием.
В больших дозах триакантин ядовит. Наиболее ядовитыми у этого растения являются молодые листья, в меньшей степени — старые листья и цветки, ещё в меньшей — кора и семена.

### Прочее
Медоносное растение. Нектар гледичии слабо используется пчёлами, поскольку сроки цветения совпадают с цветением эспарцета, которому пчёлы отдают предпочтение. Кроме нектара пчёлы собирают с ее цветков много пыльцы. Медовая продуктивность в условиях Ростовской области 200—250 кг/га.
Бобы хорошо поедаются скотом. Лакомый и питательный корм для свиней. По наблюдениям в Закавказье заросли гледичии привлекают диких кабанов.

## Систематика

### Синонимика
- Acacia americana Stokes
- Acacia inermis Steud.
- Acacia laevis Steud.
- Acacia triacanthos Gron.
- Caesalpiniodes triacanthum (L.) Kuntze
- Gleditschia triacanthos L., orth. var.
- Gleditsia brachycarpa (Michx.) Pursh
- Gleditsia bujotii Neumann
- Gleditsia elegans Salisb.
- Gleditsia flava Steud.
- Gleditsia heterophylla Raf.
- Gleditsia horrida Salisb.
- Gleditsia inermis L.
- Gleditsia laevis G.Don
- Gleditsia latifolia Hort. ex Lavallée
- Gleditsia latisilique Steud.
- Gleditsia meliloba Walt.
- Gleditsia micracantha Steud.
- Gleditsia polysperma Stokes
- Gleditsia spinosa Marsh
- Melilobus heterophyla Raf.